# Muhlenbergia pereilema
Muhlenbergia pereilema là một loài thực vật có hoa trong họ Hòa thảo. Loài này được P.M. Peterson mô tả khoa học đầu tiên năm 2009.